# Garryales
Garryales é uma ordem de plantas angiospérmicas (plantas com flor - divisão Magnoliophyta), pertencente à classe Magnoliopsida (Dicotiledóneas - planta cujo embrião contém dois ou mais cotilédones).
É uma pequena ordem, constituída por duas famílias e três géneros.

## Posicionamento
- clado das asterídeas (em inglês, "asterids")
  - ordem Cornales
  - ordem Ericales
  - clado das lamiídeas ou euasterídeas I (em inglês, "euasterids I" ou "lamiids")
    - família Boraginaceae—colocada sem ordem
    - família Icacinaceae—colocada sem ordem
    - família Metteniusaceae—colocada sem ordem
    - família Oncothecaceae—colocada sem ordem
    - família Vahliaceae—colocada sem ordem
    - ordem Garryales
    - ordem Gentianales
    - ordem Lamiales
    -  ordem Solanales

  -  clado das campanulídeas ou euasterídeas II (em inglês, "euasterids II" ou "campanulids")
    - ordem Apiales
    - ordem Aquifoliales
    - ordem Asterales
    - ordem Bruniales
    - ordem Dipsacales
    - ordem Escalloniales
    -  ordem Paracryphiales

## Classificação
Pertencem às asterídeas. No sistema de Cronquist, as Garryaceae era colocadas na ordem Cornales.
No sistema APG (1998), a circunscrição era a seguinte:
- ordem Garryales
- : família Aucubaceae
- : família Eucommiaceae
- : família Garryaceae
- : famíla Oncothecaceae

No sistema APG II (2003), a circunscrição é a seguinte:
- ordem Garryales
- : família Eucommiaceae
- : família Garryaceae
- :: [+ família Aucubaceae ]

NB : "[+ ...]" = família opcional
O APWebsite [22 Dezembro de 2003] não aceita a família Aucubaceae e a ordem compreende duas famílias.